# SGP無差別級王座
SGP無差別級王座（エス・ジー・ピーむさべつきゅうおうざ）は、信州ガールズが管理、認定している王座。

## 歴史
2018年12月24日、信州ガールズプロレスリング（後の信州ガールズ）サントミューゼ大会で行われた初代王座決定戦に勝利した日向小陽が初代王者になった。

## 歴代王者
| 歴代   | 選手               | 戴冠回数 | 獲得日付       | 獲得場所 （対戦相手・その他）  |
| ------ | ------------------ | -------- | -------------- | ------------------------------ |
| 初代   | 日向小陽           | 1        | 2018年12月24日 | サントミューゼ DJダーク★無茶   |
| 第2代  | DJダーク★無茶      | 1        | 2019年1月20日  | 信州プロレスアリーナ           |
| 第3代  | 真琴               | 1        | 2019年2月24日  | 信州プロレスアリーナ           |
| 第4代  | DJダーク★無茶      | 2        | 2019年3月24日  | 信州プロレスアリーナ           |
| 第5代  | THEよっちゃん      | 1        | 2019年3月      | 信州プロレスアリーナ           |
| 第6代  | DJダーク★無茶      | 3        | 2019年3月      | 信州プロレスアリーナ           |
| 第7代  | 志田光             | 1        | 2019年3月19日  | 栄村雪ん子まつり               |
| 第8代  | DJダーク★無茶      | 4        | 2019年3月19日  | 栄村雪ん子まつり               |
| 第9代  | 白耳ぱる子         | 1        | 2019年3月21日  | 信州プロレスアリーナ           |
| 第10代 | ハイぶりっ子ちゃん | 1        | 2019年3月21日  | 信州プロレスアリーナ           |
| 第11代 | DJダーク★無茶      | 5        | 2019年3月      | 信州プロレスアリーナ           |
| 第12代 | LINDA              | 1        | 2019年4月      | 信州プロレスアリーナ           |
| 第13代 | 大向美智子         | 1        | 2019年6月23日  | 長野市芸術館アクトスペース     |
| 第14代 | グレート☆無茶      | 1        | 2019年8月18日  | 信州プロレスアリーナ           |
| 第15代 | 豊田真奈美         | 1        | 2019年8月24日  | 信州タッチミーティング in 佐久 |
| 第16代 | VIBESFOX           | 1        | 2019年8月24日  | 信州タッチミーティング in 佐久 |
| 第17代 | グレート☆無茶      | 2        | 2019年8月24日  | 信州タッチミーティング in 佐久 |
| 第18代 | 日向小陽           | 2        | 2019年10月27日 | 信州プロレスアリーナ           |
| 第19代 | 山崎               | 1        | 2019年12月29日 | 信州プロレスアリーナ           |
| 第20代 | グレート☆無茶      | 3        | 2019年1月26日  | 信州プロレスアリーナ           |
| 第21代 | 雫有希             | 1        | 2021年7月17日  | 長野市芸術館アクトスペース     |
| 第22代 | ホクト"鬼嫁"あきこ | 1        | 2021年10月16日 | 信州プロレスアリーナ           |
| 第23代 | 沙恵               | 1        | 2021年12月18日 | 信州プロレスアリーナ           |
| 第24代 | 杏ちゃむ           | 1        | 2023年7月15日  | 長野市芸術館アクトスペース     |